# Friedrich Harkort
Friedrich Harkort (22 février 1793 – 6 mars 1880), aussi connu sous le nom de « Père de la Ruhr », est un industriel allemand. Il est le pionnier du développement industriel de la région de la Ruhr.

## Biographie
En 1819, il fonde son premier atelier industriel au château Wetter. Étant l'un des premiers promoteurs de chemins de fer, il propose la construction d'une ligne de chemin de fer de Cologne à Minden en 1825, qui aboutira à son achèvement en 1847. En 1826, il construit une petite piste d'essai, comme le premier prototype de monorail de l'anglais Henry Robinson Palmer (en).